# تيمو روز
تيمو روز (بالألمانية: Timo Rose)‏ هو كاتب سيناريو وموسيقي ومخرج وممثل ألماني، ولد في 22 فبراير 1977 في ألمانيا.

## وصلات خارجية
- تيمو روز على موقع IMDb (الإنجليزية)
- تيمو روز على موقع ألو سيني (الفرنسية)
- تيمو روز على موقع أول موفي (الإنجليزية)
- تيمو روز على موقع قاعدة بيانات الفيلم (الإنجليزية)
- تيمو روز على موقع كينوبويسك (الروسية)